# Festival de Veneza 2023
A 80.ª edição anual do Festival Internacional de Cinema de Veneza ocorreu entre os dias 30 de agosto e 9 de setembro de 2023, em Veneza, na Itália. Comandante, longa-metragem dirigido por Edoardo De Angelis, abriu o festival no dia 30 de agosto. Challengers, de Luca Guadagnino estava marcado para abrir o festival, no entanto, a MGM/Amazon optou por retirá-lo e atrasar seu lançamento devido à Greve da SAG-AFTRA de 2023 em andamento. Society of the Snow, longa-metragem de J. A. Bayona encerará o festival no dia 9 de setembro.
O cineasta estadunidense Damien Chazelle atuará como presidente do júri na competição principal; Alice Diop, cineasta francesa como líder do juri do Luigi de Laurentis Award para um filme de estreia; e Jonas Carpignano, cineasta italiano, como presidente do júri da secção Orizzonti.
Alberto Barbera, diretor artístico do festival, reconheceu que a Greve da SAG-AFTRA de 2023 provavelmente afetará o festival se não for resolvida a tempo, devido às regras de greve que impedem todos os atores a participarem de qualquer tipo de atividades promocionais de seus filmes. No entanto, o festival irá continuar mesmo com menos celebridades de Hollywood do que o habitual, aumentando os títulos europeus em todas as secções. As estreias mundiais de alguns longa-metragens esperados da temporada de premiações, como Drive-Away-Dolls de Ethan Coen, provavelmente ficará de fora.
A diretora italiana, Liliana Cavani e o ator de Hong Kong Tony Leung Chiu-wai receberão o Golden Lion for Lifetime Achievement durante o festival.

## Jurados

### Main Competition (Venezia 80)
- Damien Chazelle, cineasta estadunidense - Presidente do Júri[10]
- Saleh Bakri, ator palestino
- Jane Campion, cineasta neozelandesa
- Mia Hansen-Løve, atriz e diretora francesa
- Gabriele Mainetti, cineasta italiano
- Martin McDonagh, cineasta e dramaturgo britânico-irlandês
- Santiago Mitre, cineasta argentino
- Laura Poitras, cineasta estadunidense
- Shu Qi, atriz e modelo taiwanesa-Hong Kong

### Horizons (Orizzonti)
- Jonas Carpignano, cineasta italiano - Presidente do Júri[10]
- Kaouther Ben Hania, cineasta tunisiano
- Kahill Joseph, cineasta, diretor de clipes musicais e artista de vídeo estadunidense
- Jean-Paul Salomé, cineasta francesa
- Tricia Tuttle, curador britânico e diretor do BFI London Film Festival e do BFI Flare: London LGBTQI+ Film Festival

### Luigi de LaurentisAward for Debut Film
- Alice Diop, cineasta francesa - Presidente do Júri[10]
- Faouzi Bensaïdi, cineasta marroquino
- Laura Citarella, produtora e diretora argentina
- Andrea De Sica, diretora e roteirista italiana
- Chloe Domont, cineasta estadunidense

### Venice Classics
- Andrea Pallaoro, cineasta francês - Presidente do Júri[11]

### Venice Immersive
- Singing Chen, cineasta e compositor musical taiwanês  - Presidente do Júri[12]
- German Heller, animador e produtor argentino
- Pedro Harres, diretor, animador, roteirista e artista multimídia brasileiro

## Seleção oficial

### Em competição
Os seguintes longa-metragem foram selecionados a principal competição internacional:
| Título em Inglês               | Título Original                | Diretor(es)                          | País(es) de Produção                          |
| ------------------------------ | ------------------------------ | ------------------------------------ | --------------------------------------------- |
| Adagio                         | Adagio                         | Stefano Sollima                      | Itália                                        |
| The Beast                      | La Bête                        | Bertrand Bonello                     | França • Canadá                               |
| Comandante (filme de abertura) | Comandante (filme de abertura) | Edoardo De Angelis                   | Itália                                        |
| Dogman                         | Dogman                         | Luc Besson                           | França                                        |
| El Conde                       | El Conde                       | Pablo Larraín                        | Chile                                         |
| Enea                           | Enea                           | Pietro Castellitto                   | Itália                                        |
| Evil Does Not Exist            | 悪は存在しない                 | Ryusuke Hamaguchi                    | Japão                                         |
| Ferrari                        | Ferrari                        | Michael Mann                         | Estados Unidos                                |
| Finalmente l'alba              | Finalmente l'alba              | Saverio Costanzo                     | Itália                                        |
| The Green Border               | Zielona Granica                | Agnieszka Holland                    | Chéquia • Polónia • Bélgica                   |
| Holly                          | Holly                          | Fien Troch                           | Bélgica • Países Baixos • Luxemburgo • França |
| Hors-Saison                    | Hors-Saison                    | Stéphane Brizé                       | França                                        |
| Io Capitano                    | Io Capitano                    | Matteo Garrone                       | Itália • Bélgica                              |
| The Killer                     | The Killer                     | David Fincher                        | Estados Unidos                                |
| Lubo                           | Lubo                           | Giorgio Diritti                      | Itália • Suíça                                |
| Maestro                        | Maestro                        | Bradley Cooper                       | Estados Unidos                                |
| Memory                         | Memory                         | Michel Franco                        | México • Estados Unidos                       |
| Origin                         | Origin                         | Ava DuVernay                         | Estados Unidos                                |
| Poor Things                    | Poor Things                    | Yorgos Lanthimos                     | Reino Unido                                   |
| Priscilla                      | Priscilla                      | Sofia Coppola                        | Estados Unidos                                |
| The Promised Land              | Bastarden                      | Nikolaj Arcel                        | Dinamarca                                     |
| The Theory of Everything       | Die Theorie von allem          | Timm Kröger                          | Alemanha • Áustria • Suíça                    |
| Woman Of                       | Kobieta Z                      | Malgorzata Szumowska, Michał Englert | Polónia • Suécia                              |

### Exibição especial
O seguinte longa-metragem foi selecionado à uma Sessão Especial:
| Título em Inglês                          | Título Original                             | Diretor(es)                          | País(es) de Produção |
| ----------------------------------------- | ------------------------------------------- | ------------------------------------ | -------------------- |
| The Lion's Share: A History of the Mostra | La parte del leone: una storia della Mostra | Baptiste Etchegaray, Giuseppe Bucchi | França • Itália      |

### Horizons (Orizzonti)
Os seguintes filmes foram selecionados para a competição principal Orizzonti:
| Título em Inglês           | Título Original          | Diretor(es)                       | País(es) de Produção                                          |
| -------------------------- | ------------------------ | --------------------------------- | ------------------------------------------------------------- |
| A Cielo Abierto            | A Cielo Abierto          | Mariana Arriaga, Santiago Arriaga | México • Espanha                                              |
| El Paraíso                 | El Paraíso               | Enrico Maria Artale               | Itália                                                        |
| Behind the Mountains       | Oura el jbel             | Mohamed Ben Attia                 | Tunísia • Bélgica • França • Itália · Arábia Saudita • Catar  |
| The Red Suitcase           | The Red Suitcase         | Fidel Devkota                     | Nepal • Sri Lanka                                             |
| Paradise is Burning        | Paradiset brinner        | Mika Gustafson                    | Suécia • Itália • Dinamarca • Finlândia                       |
| The Featherweight          | The Featherweight        | Robert Kolodny                    | Estados Unidos                                                |
| Invelle                    | Invelle                  | Robert Kolodny                    | Itália • Suíça                                                |
| Tatami                     | Tatami                   | Guy Nattiv, Zar Amir Ebrahimi     | Geórgia • Estados Unidos                                      |
| Sem Coração                | Sem Coração              | Nara Normande, Tião               | Brasil • França • Itália                                      |
| Una sterminata domenica    | Una sterminata domenica  | Alain Parroni                     | Itália • Alemanha • Irlanda                                   |
| City of Wind               | Ser ser salhi            | Lkhagvadulam Purev-Ochir          | França • Mónaco • Portugal · Países Baixos • Alemanha • Catar |
| Explanation for Everything | Magyarázat mindenre      | Gabor Reisz                       | Hungria • Eslováquia                                          |
| Gasoline Rainbow           | Gasoline Rainbow         | Bill Ross, Turner Ross            | Estados Unidos                                                |
| En attendant la nuit       | En attendant la nuit     | Céline Rouzet                     | França • Bélgica                                              |
| Housekeeping for Beginners | Domakinstvo za pocetnici | Goran Stolevski                   | Macedônia do Norte • Polónia • Croácia · Sérvia • Kosovo      |
| Shadow of Fire             | ほかげ                   | Shinya Tsukamoto                  | Japão                                                         |
| Dormitory                  | Yurt                     | Nehir Tuna                        | Turquia • Alemanha • França                                   |

### Horizons Extra (Orizzonti Extra)
The following films were selected to the Orizzonti Extra section:
| Título em Inglês                  | Título Original                   | Diretor(es)        | País(es) de Produção                           |
| --------------------------------- | --------------------------------- | ------------------ | ---------------------------------------------- |
| Notre Monde                       | Bota jonë                         | Luàna Bajrami      | Kosovo • França                                |
| Forever-Forever                   | Nazavzhdy-Nazavzhdy               | Anna Buryachkova   | Ucrânia • Países Baixos                        |
| The Rescue                        | El rapto                          | Daniela Goggi      | Argentina • Estados Unidos                     |
| Day of the Fight                  | Day of the Fight                  | Jack Huston        | Estados Unidos                                 |
| In the Land of Saints and Sinners | In the Land of Saints and Sinners | Robert Lorenz      | Irlanda                                        |
| Felicità                          | Felicità                          | Micaela Ramazzotti | Itália                                         |
| Pet Shop Boys                     | Pet Shop Boys                     | Olmo Schnabel      | Estados Unidos • Itália • Reino Unido • México |
| Stolen                            | Stolen                            | Karan Tejpal       | Índia                                          |
| L'homme d'argile                  | L'homme d'argile                  | Anaïs Tellenne     | França                                         |

### Clássicos de Veneza (Veneza Classics)
Veneza Classics é a seção que, desde 2012, apresenta no Festival de Cinema de Veneza exibições de estreia mundial de uma seleção das melhores restaurações de clássicos do cinema realizadas no ano passado por arquivos de cinema, instituições culturais e produtoras de todo o mundo. A seção costuma apresentar também uma seleção de documentários sobre cinema. O realizador e argumentista Andrea Pallaoro presidirá a um Júri de estudantes de cinema que atribuirá os prémios Clássicos de Veneza para os respetivos concursos de Melhor Filme Restaurado e de Melhor Documentário sobre Cinema. O Júri presidido será composto por 24 alunos, cada um deles recomendado por professores de estudos de cinema de várias universidades italianas. Os seguintes filmes foram selecionados para esta secção:
| Título em Inglês                                               | Título Original                                                | Diretor(es)                               | País(es) de Produção                      |
| Filmes restaurados - Competição principal                      | Filmes restaurados - Competição principal                      | Filmes restaurados - Competição principal | Filmes restaurados - Competição principal |
| -------------------------------------------------------------- | -------------------------------------------------------------- | ----------------------------------------- | ----------------------------------------- |
| Andrei Rublev – Director's Cut (1966)                          | Андрей Рублёв                                                  | Andrei Tarkovsky                          | União Soviética                           |
| Bellissima (1951)                                              | Bellissima (1951)                                              | Luchino Visconti                          | Itália                                    |
| Bugis Street (1995)                                            | 妖街皇后                                                       | Yonfan                                    | Hong Kong                                 |
| The Creatures (1966)                                           | Les Créatures                                                  | Agnès Varda                               | Itália                                    |
| Days of Heaven (1978)                                          | Days of Heaven (1978)                                          | Terrence Malick                           | Estados Unidos                            |
| Deep Crimson – Director's Cut (1996)                           | Profundo Carmesí                                               | Arturo Ripstein                           | México • Espanha • França                 |
| The Exorcist (1973)                                            | The Exorcist (1973)                                            | William Friedkin                          | Estados Unidos                            |
| Harmonica (1973)                                               | Saaz Dahani                                                    | Amir Naderi                               | Irão                                      |
| The Hunt (1966)                                                | La Caza                                                        | Carlos Saura                              | Espanha                                   |
| Jungle Holocaust (1977)                                        | Ultimo Mondo Cannibale                                         | Ruggero Deodato                           | Itália                                    |
| King & Country (1964)                                          | King & Country (1964)                                          | Joseph Losey                              | Reino Unido                               |
| Life of a Shock Force Worker (1972)                            | Slike is Života Udarnika                                       | Bahrudin Bato Čengic                      | Iugoslávia                                |
| Moving (1993)                                                  | お引越し                                                       | Shinji Sômai                              | Japão                                     |
| One from the Heart: Director's Cut (1982)                      | One from the Heart: Director's Cut (1982)                      | Francis Ford Coppola                      | Estados Unidos                            |
| Rebecca of Sunnybrook Farm (1938)                              | Rebecca of Sunnybrook Farm (1938)                              | Allan Dwan                                | Estados Unidos                            |
| Shadows of Forgotten Ancestors (1965)                          | Тіні забутих предків                                           | Sergei Parajanov                          | União Soviética                           |
| There Was a Father (1942)                                      | 父ありき                                                       | Yasujiro Ozu                              | Japão                                     |
| The Wayward Life (1953)                                        | La provinciale                                                 | Mario Soldati                             | Itália                                    |
| The Working Girls (1974)                                       | The Working Girls (1974)                                       | Stephanie Rothman                         | Estados Unidos                            |
| Filmes restaurados - Fora de competiçã                         |                                                                |                                           |                                           |
| Portrait of Gina (1958)                                        | Portrait of Gina (1958)                                        | Orson Welles                              | Estados Unidos • Itália                   |
| Documentários sobre cinema                                     |                                                                |                                           |                                           |
| Bill Douglas My Best Friend                                    | Bill Douglas My Best Friend                                    | Jack Archer                               | Reino Unido                               |
| Dario Argento Panico                                           | Dario Argento Panico                                           | Simone Scafidi                            | Reino Unido                               |
| Le Film Pro-Nazi d’Hitchcock                                   | Le Film Pro-Nazi d’Hitchcock                                   | Daphné Baiwir                             | França                                    |
| Frank Capra: Mr. America                                       | Frank Capra: Mr. America                                       | Matthew Wells                             | Reino Unido                               |
| Ken Jacobs - From Orchard Street to the Museum of Modern Art   | Ken Jacobs - From Orchard Street to the Museum of Modern Art   | Fred Riedel                               | Estados Unidos                            |
| Landrián                                                       | Landrián                                                       | Ernesto Daranas                           | Cuba • Espanha                            |
| Michel Gondry Do It Yourself                                   | Michel Gondry Do It Yourself                                   | François Nemeta                           | França                                    |
| Thank You Very Much                                            | Thank You Very Much                                            | Alex Bravermen                            | Estados Unidos                            |
| Un’altra Italia era possibile, il cinema di Giuseppe De Santis | Un’altra Italia era possibile, il cinema di Giuseppe De Santis | Stefano Della Casa                        | Itália                                    |

## Ligações Externas
- «Sítio oficial»